# Muladi (Bangladesh)
Muladi è un sottodistretto (upazila) del Bangladesh situato nel distretto di Barisal, divisione di Barisal. Si estende su una superficie di 261,02 km² e conta una popolazione di171.948 abitanti (dato censimento 1991).